# Academia Brasileira de Letras

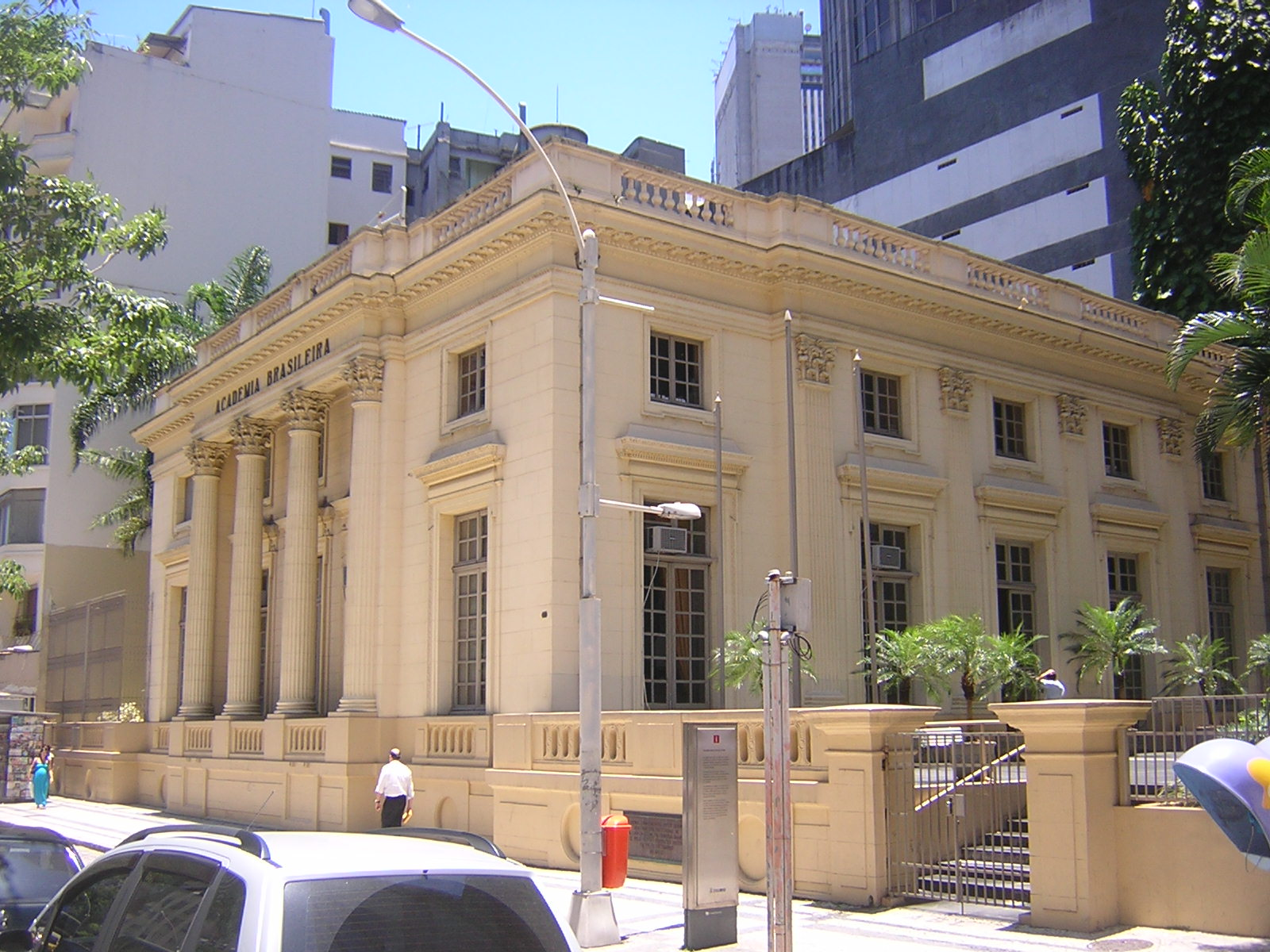
Academia Brasileira de Letras säte i Rio de Janeiro

Academia Brasileira de Letras (svenska Brasilianska litterära akademien) är ett brasilianskt litterärt, icke vinstinriktat samfund. Det grundades i slutet av 1800-talet av en grupp på fyrtio författare och poeter som inspirerades av Académie Française. Den första ordföranden, Machado de Assis, grundande officiellt samfundet den 15 december 1896 och författningen godkändes den 28 januari 1897.

## Medlemmar
| Stol | Skyddspatron                           | Första innehavare (grundare) | Efterträdare (senaste innehavare i kursiv fet stil) † = avliden, efterträdare inte utsedd |
| ---- | -------------------------------------- | ---------------------------- | --- |
| 1    | Adelino Fontoura                       | Luís Murat                   | - Afonso d'Escragnolle Taunay - Ivan Lins - Bernardo Élis - Evandro Lins e Silva - Ana Maria Machado                                                                                           |
| 2    | Álvares de Azevedo                     | Coelho Neto                  | - João Neves da Fontoura - Guimarães Rosa - Mário Palmério - Tarcísio Padilha |
| 3    | Artur de Oliveira                      | Filinto de Almeida           | - Roberto Simonsen - Aníbal Freire da Fonseca - Herberto Sales - Carlos Heitor Cony - Joaquim Falcão                                                                                           |
| 4    | Basílio da Gama                        | Aluísio Azevedo              | - Alcides Maia - Viana Moog - Carlos Nejar |
| 5    | Bernardo Guimarães                     | Raimundo Correia             | - Oswaldo Cruz - Aloísio de Castro - Cândido Mota Filho - Rachel de Queiroz - José Murilo de Carvalho                                                                                          |
| 6    | Casimiro de Abreu                      | Teixeira de Melo             | - Artur Jaceguai - Goulart de Andrade - Barbosa Lima Sobrinho - Raimundo Faoro - Cícero Sandroni                                                                                               |
| 7    | Castro Alves                           | Valentim Magalhães           | - Euclides da Cunha - Afrânio Peixoto - Afonso Pena Júnior - Hermes Lima - Pontes de Miranda - Diná Silveira de Queirós - Sérgio Correia da Costa - Nelson Pereira dos Santos - Carlos Diegues |
| 8    | Cláudio Manoel da Costa                | Alberto de Oliveira          | - Oliveira Viana - Austregésilo de Ataíde - Antônio Calado - Antônio Olinto - Cleonice Berardinelli                                                                                            |
| 9    | Gonçalves de Magalhães                 | Carlos Magalhães de Azeredo  | - Marques Rebelo - Carlos Chagas Filho - Alberto da Costa e Silva |
| 10   | Evaristo da Veiga                      | Ruy Barbosa                  | - Laudelino Freire - Osvaldo Orico - Orígenes Lessa - Lêdo Ivo - Rosiska Darcy de Oliveira |
| 11   | Fagundes Varela                        | Lúcio de Mendonça            | - Pedro Lessa - Eduardo Ramos - João Luís Alves - Adelmar Tavares - Deolindo Couto - Darcy Ribeiro - Celso Furtado - Hélio Jaguaribe - Ignácio de Loyola Brandão                               |
| 12   | França Júnior                          | Urbano Duarte                | - Antônio Augusto de Lima - Vítor Viana - José Carlos de Macedo Soares - Abgar Renault - Lucas Moreira Neves - Alfredo Bosi †                                                                  |
| 13   | Francisco Otaviano                     | Alfredo d'Escragnolle Taunay | - Francisco de Castro - Martins Júnior - Sousa Bandeira - Hélio Lobo - Augusto Meyer - Francisco de Assis Barbosa - Sérgio Paulo Rouanet                                                       |
| 14   | Franklin Távora                        | Clóvis Beviláqua             | - Carneiro Leão - Fernando de Azevedo - Miguel Reale - Celso Lafer |
| 15   | Gonçalves Dias                         | Olavo Bilac                  | - Amadeu Amaral - Guilherme de Almeida - Odilo Costa Filho - Marcos Barbosa - Fernando Bastos de Ávila - Marco Lucchesi                                                                        |
| 16   | Gregório de Matos                      | Araripe Júnior               | - Félix Pacheco - Pedro Calmon - Lygia Fagundes Telles |
| 17   | Hipólito da Costa                      | Sílvio Romero                | - Osório Duque-Estrada - Roquette-Pinto - Álvaro Lins - Antônio Houaiss - Affonso Arinos de Mello Franco †                                                                                     |
| 18   | João Francisco Lisboa                  | José Veríssimo               | - Barão Homem de Melo - Alberto Faria - Luís Carlos - Pereira da Silva - Peregrino Júnior - Arnaldo Niskier                                                                                    |
| 19   | Joaquim Caetano                        | Alcindo Guanabara            | - Silvério Gomes Pimenta - Gustavo Barroso - Silva Melo - Américo Jacobina Lacombe - Marcos Almir Madeira - Antonio Carlos Secchin                                                             |
| 20   | Joaquim Manuel de Macedo               | Salvador de Mendonça         | - Emílio de Meneses - Humberto de Campos - Múcio Leão - Aurélio de Lira Tavares - Murilo Melo Filho †                                                                                          |
| 21   | Joaquim Serra                          | José do Patrocínio           | - Mário de Alencar - Olegário Mariano - Álvaro Moreyra - Adonias Filho - Dias Gomes - Roberto Campos - Paulo Coelho                                                                            |
| 22   | José Bonifácio, o Moço                 | Medeiros e Albuquerque       | - Miguel Osório de Almeida - Luís Viana Filho - Ivo Pitanguy - João Almino |
| 23   | José de Alencar                        | Machado de Assis             | - Lafayette Rodrigues Pereira - Alfredo Pujol - Otávio Mangabeira - Jorge Amado - Zélia Gattai - Luiz Paulo Horta - Antônio Torres                                                             |
| 24   | Júlio Ribeiro                          | Garcia Redondo               | - Luís Guimarães Filho - Manuel Bandeira - Ciro dos Anjos - Sábato Magaldi - Geraldo Carneiro                                                                                                  |
| 25   | Junqueira Freire                       | Franklin Dória               | - Artur Orlando da Silva - Ataulfo de Paiva - José Lins do Rego - Afonso Arinos de Melo Franco - Alberto Venancio Filho                                                                        |
| 26   | Laurindo Rabelo                        | Guimarães Passos             | - Paulo Barreto - Constâncio Alves - Ribeiro Couto - Gilberto Amado - Mauro Mota - Marcos Vilaça                                                                                               |
| 27   | Antônio Peregrino Maciel Monteiro      | Joaquim Nabuco               | - Dantas Barreto - Gregório da Fonseca - Levi Carneiro - Otávio de Faria - Eduardo Portella - Antonio Cicero                                                                                   |
| 28   | Manuel Antônio de Almeida              | Inglês de Sousa              | - Xavier Marques - Menotti Del Picchia - Oscar Dias Correia - Domício Proença Filho |
| 29   | Martins Pena                           | Artur Azevedo                | - Vicente de Carvalho - Cláudio de Sousa - Josué Montello - José Mindlin - Geraldo Holanda Cavalcanti                                                                                          |
| 30   | Pardal Mallet                          | Pedro Rabelo                 | - Heráclito Graça - Antônio Austregésilo - Aurélio Buarque de Holanda Ferreira - Nélida Piñon                                                                                                  |
| 31   | Pedro Luís Pereira de Sousa            | Guimarães Júnior             | - João Ribeiro - Paulo Setúbal - Cassiano Ricardo - José Cândido de Carvalho - Geraldo França de Lima - Moacyr Scliar - Merval Pereira                                                         |
| 32   | Manuel de Araújo Porto-Alegre          | Carlos de Laet               | - Ramiz Galvão - Viriato Correia - Joracy Camargo - Genolino Amado - Ariano Suassuna - Zuenir Ventura                                                                                          |
| 33   | Raul Pompéia                           | Domício da Gama              | - Fernando Magalhães - Luís Edmundo - Afrânio Coutinho - Evanildo Cavalcante Bechara |
| 34   | Sousa Caldas                           | Pereira da Silva             | - Barão do Rio Branco - Lauro Müller - Aquino Correia - Magalhães Júnior - Carlos Castelo Branco - João Ubaldo Ribeiro - Evaldo Cabral de Mello                                                |
| 35   | Tavares Bastos                         | Rodrigo Otávio               | - Rodrigo Otávio Filho - José Honório Rodrigues - Celso Cunha - Cândido Mendes |
| 36   | Teófilo Dias                           | Afonso Celso                 | - Clementino Fraga - Paulo Carneiro - José Guilherme Merquior - João de Scantimburgo - Fernando Henrique Cardoso                                                                               |
| 37   | Tomás Antônio Gonzaga                  | Silva Ramos                  | - Alcântara Machado - Getúlio Vargas - Assis Chateaubriand - João Cabral de Melo Neto - Ivan Junqueira - Ferreira Gullar - Arno Wehling                                                        |
| 38   | Tobias Barreto                         | Graça Aranha                 | - Alberto Santos-Dumont - Celso Vieira - Maurício Campos de Medeiros - José Américo de Almeida - José Sarney                                                                                   |
| 39   | Francisco Adolfo de Varnhagen          | Oliveira Lima                | - Alberto de Faria - Rocha Pombo - Rodolfo Garcia - Elmano Cardim - Otto Lara Resende - Roberto Marinho - Marco Maciel †                                                                       |
| 40   | José Maria da Silva Paranhos den äldre | Eduardo Prado                | - Afonso Arinos - Miguel Couto - Alceu Amoroso Lima - Evaristo de Moraes Filho - Edmar Bacha                                                                                                   |

- Tabellen senast uppdaterad: 1 augusti 2021[1]

## Ordförande
| Namn                         | Period    | Noteringar                      |
| ---------------------------- | --------- | ------------------------------- |
| Machado de Assis             | 1897-1908 | Samfundets första ordförande    |
| Ruy Barbosa                  | 1908-1919 |                                 |
| Carlos de Laet               | 1919-1922 |                                 |
| Domício da Gama              | 1919      |                                 |
| Afrânio Peixoto              | 1923      |                                 |
| Medeiros e Albuquerque       | 1924      |                                 |
| Afonso Celso                 | 1925      | Första gången                   |
| Coelho Neto                  | 1926      |                                 |
| Rodrigo Otávio               | 1927      |                                 |
| Antônio Augusto de Lima      | 1928      |                                 |
| Fernando Magalhães           | 1929      | Första gången                   |
| Aloísio de Castro            | 1930      | Första gången                   |
| Fernando Magalhães           | 1931-1932 | Andra gången                    |
| Gustavo Barroso              | 1932-1933 | Första gången                   |
| Ramiz Galvão                 | 1934      |                                 |
| Afonso Celso                 | 1935      | Andra gången                    |
| Laudelino Freire             | 1936      |                                 |
| Ataulfo de Paiva             | 1937      |                                 |
| Cláudio de Sousa             | 1938      | Första gången                   |
| Antônio Austregésilo         | 1939      |                                 |
| Celso Vieira                 | 1940      |                                 |
| Levi Carneiro                | 1941      |                                 |
| José Carlos de Macedo Soares | 1942-1943 |                                 |
| Múcio Leão                   | 1944      |                                 |
| Pedro Calmon                 | 1945      |                                 |
| Cláudio de Sousa             | 1946      | Andra gången                    |
| João Neves da Fontoura       | 1947      |                                 |
| Adelmar Tavares              | 1948      |                                 |
| Miguel Osório de Almeida     | 1949      |                                 |
| Gustavo Barroso              | 1949-1950 | Andra gången                    |
| Aloísio de Castro            | 1951      | Andra gången                    |
| Aníbal Freire da Fonseca     | 1952      |                                 |
| Barbosa Lima Sobrinho        | 1953-1954 |                                 |
| Rodrigo Otávio Filho         | 1955      |                                 |
| Peregrino Júnior             | 1956-1957 |                                 |
| Elmano Cardim                | 1958      |                                 |
| Austregésilo de Athayde      | 1959-1993 | Längsta perioden som ordförande |
| Abgar Renault                | 1993      |                                 |
| Josué Montello               | 1994-1995 |                                 |
| Antônio Houaiss              | 1996      |                                 |
| Nélida Piñon                 | 1997      | Första kvinnliga ordföranden    |
| Arnaldo Niskier              | 1998-1999 |                                 |
| Tarcísio Padilha             | 2000-2001 |                                 |
| Alberto da Costa e Silva     | 2002-2003 |                                 |
| Ivan Junqueira               | 2004-2005 |                                 |
| Marcos Vilaça                | 2006-2007 | Första gången                   |
| Cícero Sandroni              | 2008-2009 |                                 |
| Marcos Vilaça                | 2010-2011 | Andra gången                    |
| Ana Maria Machado            | 2012-2013 | Andra kvinnliga ordföranden     |
| Geraldo Holanda Cavalcanti   | 2014-2015 |                                 |
| Domício Proença Filho        | 2016-2017 |                                 |
| Marco Lucchesi               | 2018-     |                                 |

Tabellen senast uppdaterad: 1 augusti 2021